# Fort Campbell North
Fort Campbell North és una concentració de població designada pel cens dels Estats Units a l'estat de Kentucky. Segons el cens del 2000 tenia 14.338 habitants.

## Demografia
Segons el cens del 2000, Fort Campbell North tenia 14.338 habitants, 2.842 habitatges, i 2.768 famílies. La densitat de població era de 1.394,4 habitants/km².
Dels 2.842 habitatges en un 87,1% hi vivien nens de menys de 18 anys, en un 88,6% hi vivien parelles casades, en un 7,3% dones solteres, i en un 2,6% no eren unitats familiars. En el 2,4% dels habitatges hi vivien persones soles el 0% de les quals corresponia a persones de 65 anys o més que vivien soles. El nombre mitjà de persones vivint en cada habitatge era de 3,78 i el nombre mitjà de persones que vivien en cada família era de 3,81.
Per edats la població es repartia de la següent manera: un 35,6% tenia menys de 18 anys, un 31,1% entre 18 i 24, un 32,4% entre 25 i 44, un 0,8% de 45 a 60 i un 0% 65 anys o més.
L'edat mediana era de 21 anys. Per cada 100 dones de 18 o més anys hi havia 205,6 homes.
La renda mediana per habitatge era de 26.755 $ i la renda mediana per família de 26.632 $. Els homes tenien una renda mediana de 19.846 $ mentre que les dones 18.478 $. La renda per capita de la població era de 10.319 $. Entorn de l'11,2% de les famílies i el 13,1% de la població estaven per davall del llindar de pobresa.

## Poblacions més properes
El següent diagrama mostra les poblacions més properes.